# For Your Love
For Your Love är en låt skriven av Graham Gouldman och lanserad av rockgruppen The Yardbirds 1965 med Got to Hurry som b-sida. Det blev gruppens största singelframgång i USA. När Gouldman skrev låten var han 19 år gammal och enligt honom var han mycket inspirerad av The Beatles när han skrev den. Eric Clapton som var gitarrist i gruppen vid tidpunkten lämnade Yardbirds efter att denna singel släppts då han tyckte den var för kommersiell för deras R&B-baserade ljudbild. Han började istället spela med John Mayall & the Bluesbreakers.
Låten finns med i flera filmer, bland annat Fear and Loathing in Las Vegas och The Boat That Rocked.
Speciellt för USA-marknaden släpptes även ett helt album med titeln For Your Love 1965 på Epic Records.

## Listplaceringar
| Lista (1965)   | Position              |
| -------------- | --------------------- |
| Frankrike      | 55                    |
| Irland         | 10                    |
| Kanada         | 1 (RPM)               |
| Storbritannien | 3                     |
| Sverige        | 13 (Kvällstoppen)     |
| Sverige        | 5 (Tio i topp)        |
| USA            | 6 (Billboard Hot 100) |
| Västtyskland   | 21                    |